# 城厢站

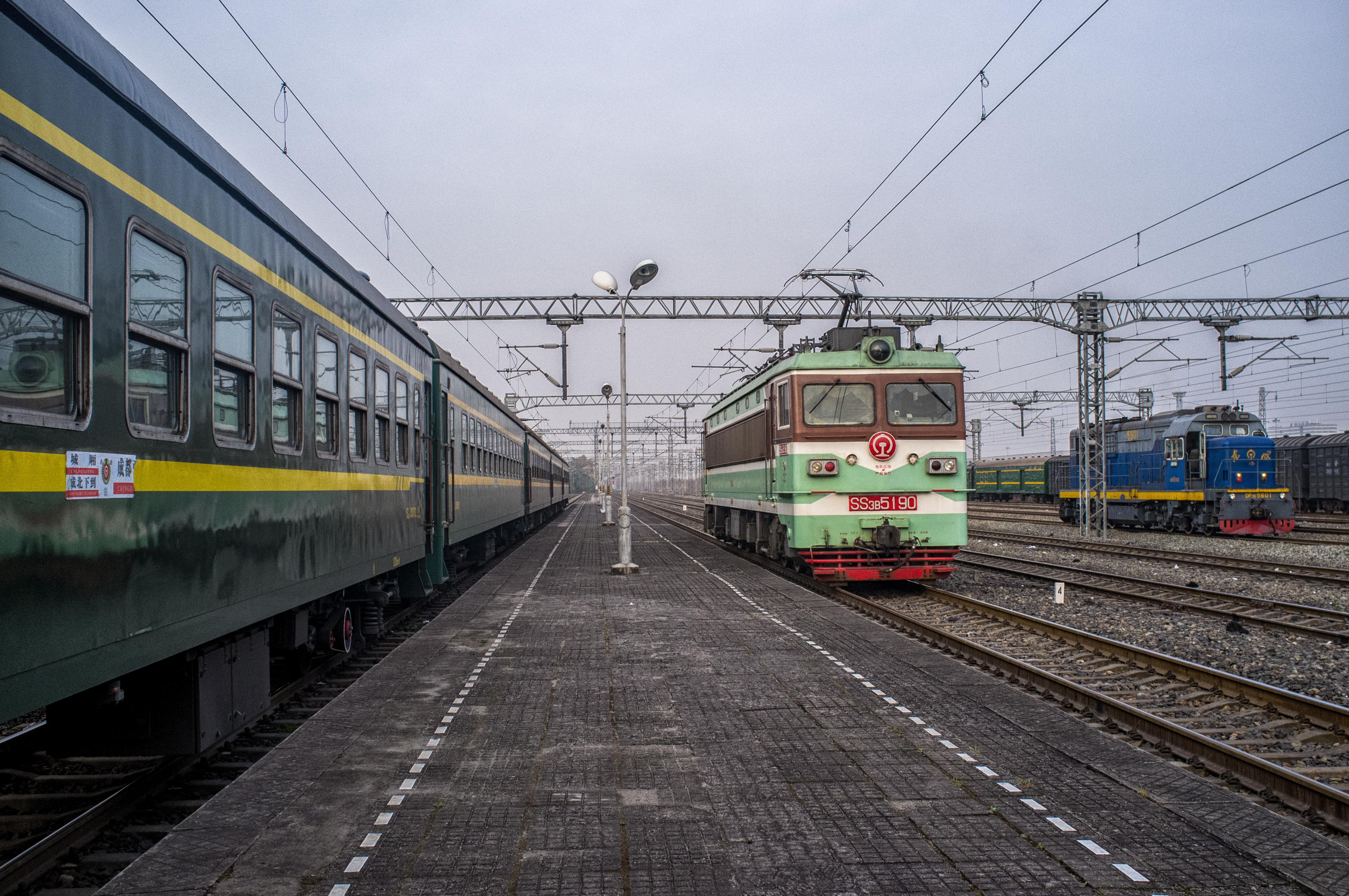
通勤车停靠在车站站台

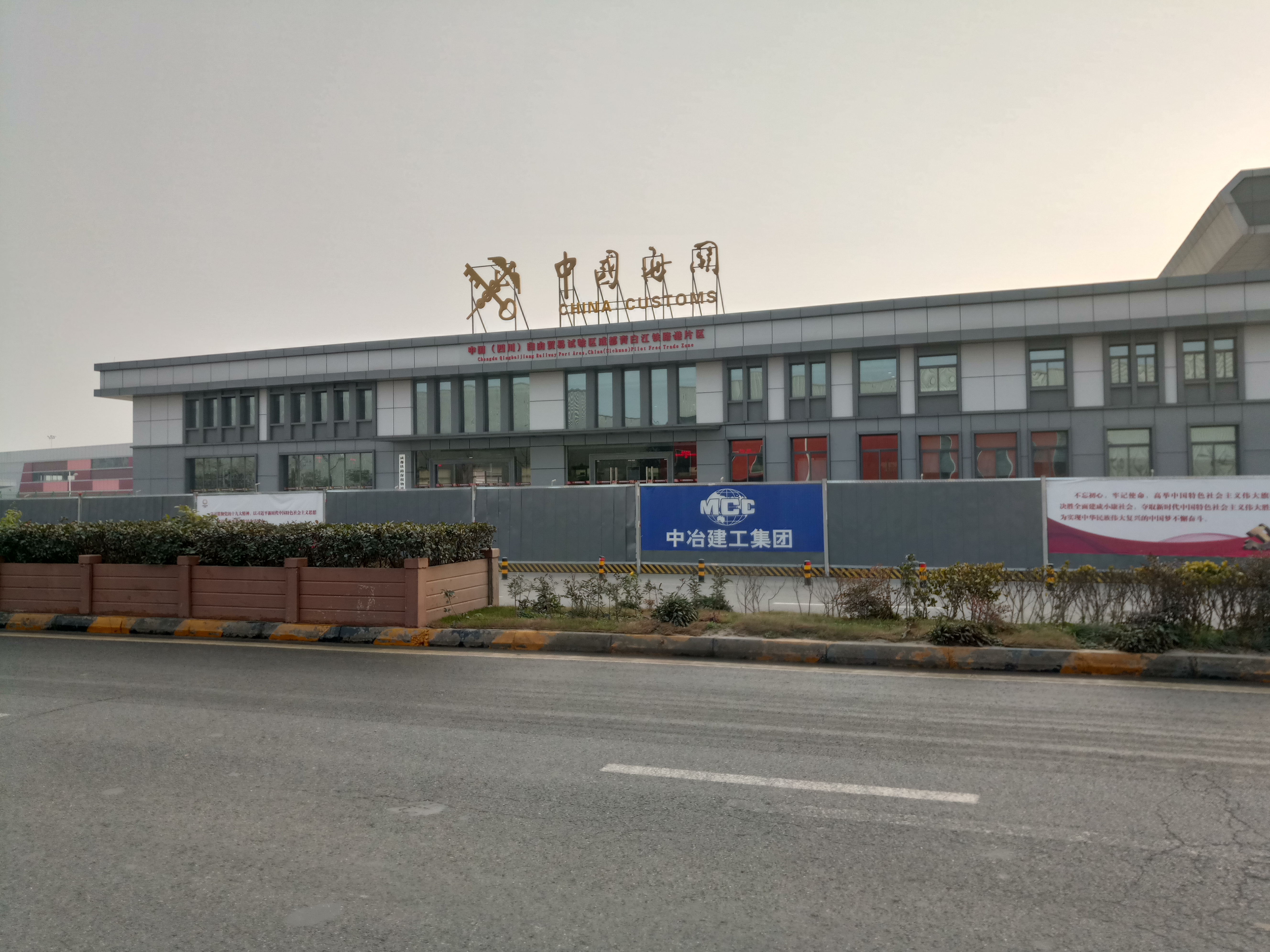
成都国际铁路港海关

城厢站位于中国四川省成都市青白江区城厢镇，达成铁路经过该站。城厢站所在的成都国际铁路港，是蓉欧快铁成都端的起点。

## 历史
- 2008年7月3日：成都铁路集装箱中心站正式开工建设。
- 2009年10月10日：达成铁路城厢站改扩建工程启动。
- 2010年3月16日：成都铁路集装箱中心站试运行，首趟集装箱专列发往上海。此后，八里站（老成都东站）的集装箱业务逐渐向中心站转移。
- 2010年5月12日：成都铁路集装箱中心站正式开通运营。
- 2017年4月，城厢站作为成都青白江铁路港片区的核心部分加入四川自贸试验区。[2]

## 概况
城厢站站址附近建有成都铁路集装箱中心。成都铁路集装箱中心站东西长8.4公里，南北最宽达850米，占地2140亩，总造价7.59亿元。
成都铁路集装箱中心站是亚洲规模最大的铁路集装箱中心站，有5束共计10条装卸线，龙门吊单台最大起重量达40吨，仅需1人操作，5分钟左右就可完成一个集装箱吊装。近期年货物吞吐量能力100万标箱、运力1367万吨，每日开行的集装箱班列12.5对；远期货物吞能力250万标箱、运力2626万吨，每日开行集装箱班列33对以上。
成都铁路集装箱中心站东距重庆铁路集装箱中心站333公里，南距昆明铁路集装箱中心站1100公里，北距西安铁路集装箱中心站846公里，地理位置十分优越，将成为西南地区集装箱物流中枢，在中国集装箱运输网络中占据重要位置。
截至2017年，成都到欧洲的中欧班列已突破1000列，分为北线（成都到俄罗斯莫斯科）、中线（成都到波兰罗兹）、南线（成都到土耳其伊斯坦布尔）。

## 办理业务
城厢站目前主要办理除散堆装以外的整车货物和集装箱货物，是成都枢纽主要货运办理站。